# Formfunktion
Formfunktionen {\displaystyle N} sind Funktionen, die bei der Methode der finiten Elemente den realen Funktionsverlauf {\displaystyle u(x,y)} über dem Element bestmöglich annähern.
Bedingung dabei ist die Erfüllung der Stetigkeitsbedingung. Deshalb können zwar keine Polynome der Art {\displaystyle u(x,y)=c_{1}+c_{2}\cdot x+c_{3}\cdot y} verwendet werden, aber die Werte in den Knotenpunkten, die jeweils von mindestens zwei Elementen geteilt werden.
Der gesuchte Funktionsverlauf wird durch Interpolation der Werte in diesen Knotenpunkten näherungsweise bestimmt. Um den Funktionsverlauf durch die Knotenpunkte auszudrücken, führt man die Formfunktionen ein. Diese besitzen die Eigenschaft, im aktuellen Knoten stets 1 und in den restlichen Knoten 0 zu sein, so dass sich der Funktionsverlauf ergibt als:
{\displaystyle u(x,y)=\sum _{i}u_{i}\cdot N_{i}(x,y)},
wobei 
- {\displaystyle u} den Wert am Knoten und
- {\displaystyle i} die Nummer des Knotens im Element darstellt.

## Beispiel
Die linearen Formfunktionen für das Einheitsdreieck im {\displaystyle \xi },{\displaystyle \eta }-Koordinatensystem lauten wie folgt:
{\displaystyle N(\xi ,\eta )={\begin{pmatrix}1-\xi -\eta \\\xi \\\eta \end{pmatrix}}}
Das Einsetzen der jeweiligen Koordinaten der drei Eckpunkte {\displaystyle (0,0),(1,0),(0,1)} zeigt die gewünschte Funktionalität:
{\displaystyle {\begin{aligned}N(0,0)={\begin{pmatrix}1-0-0=1\\0\\0\end{pmatrix}}\Rightarrow u(0,0)&=u_{1}\cdot N_{1}(0,0)+u_{2}\cdot N_{2}(0,0)+u_{3}\cdot N_{3}(0,0)\\&=u_{1}\cdot 1+u_{2}\cdot 0+u_{3}\cdot 0\\&=u_{1}\end{aligned}}}
{\displaystyle N(1,0)={\begin{pmatrix}0\\1\\0\end{pmatrix}}\Rightarrow u(1,0)=u_{2}}
{\displaystyle N(0,1)={\begin{pmatrix}0\\0\\1\end{pmatrix}}\Rightarrow u(0,1)=u_{3}}